# Андре Асиман
Андре Асиман (на английски: André Aciman) е италиано-американски университетски преподавател, литературен критик и писател на произведения драма, мемоари и документалистика. Той е водещ изследовател на творчеството на Марсел Пруст.

## Биография и творчество
Андре Асиман е роден на 2 януари 1951 г. в Александрия, Египет. Баща му притежава плетачна фабрика. Отгледан е във френскоговорещ дом, където членовете на семейството говорят също италиански, гръцки, ладино и арабски. Родителите му са сефарадски евреи, от турски и италиански произход, от семейства, заселили се в Александрия през 1905 г. Тъй като родителите му са от една от общностите на пребиваващите чужденци в Египет, те не могат да станат египетски граждани. В Египет учи в британски училища.
През 1957 – 1958 г. правителството на Египет предприема кампания за прогонване на чуждестранните граждани от страната във връзка със Суецката криза. Това поставя евреите в несигурно положение и семейството напуска Египет през 1965 г. Баща му купува италианско гражданство за семейството и Асиман се мести с майка си и брат си като бежанци в Рим, докато баща му отива в Париж. Преместват се в Ню Йорк през 1968 г. Получава бакалавърска степен по английски език и сравнително литературознание от Леман колидж на Градския университет на Ню Йорк през 1973 г. и магистърска и докторска степен по сравнително литературознание от Харвардския университет през 1988 г.
След дипломирането си преподава сравнително литературознание в Принстънския университет, Бард Колидж и творческо писане в Нюйоркския университет, а след това е професор в Центъра за следдипломно обучение на Градския университет на Ню Йорк, където преподава литературна теория и творчеството на Марсел Пруст.
Първата му книга „Извън Египет“ (Out of Egypt) е издадена през 1995 г. В мемоарната си книга представя детството си като светски евреин, израснал в Египет през 50-те и 60-те години на миналия век. Книгата е отличена с наградата „Уайтинг“.
Негови есета са публикувани в „Ню Йоркър“,  „Ню Йорк Таймс“, The New York Review of Books, The Paris Review, както и в няколко тома на The Best American Essays.
През 2007 г. е издаден романът му „Назови ме с твоето име“. Той е история за внезапната и силна любов между един неопитен юноша от интелигентно еврейско семейство и гост в лятната вила на родителите му над морските скали на италианската Ривиера. Книгата получава литературната награда за ЛГБТ произведения „Ламбда“ в секцията гей литература. През 2017 г. романът е екранизиран във филма „Призови ме с твоето име“ с участието на Арми Хамър, Тимъти Шаламе и Майкъл Щтулбарг. Филмът печели „Оскар“ за най-добър адаптиран сценарий.
Андре Асиман живее със семейството си в Ню Йорк.

## Произведения

### Самостоятелни романи
- Eight White Nights (2010)[1][2][3][4][5]
- Harvard Square (2013)
- Enigma Variations (2017)

### Серия „Назови ме с твоето име“ (Call Me by Your Name)
1. Call Me by Your Name (2007)[1][2][3][4][5]
Назови ме с твоето име, изд. Black-Flamingo (2019), прев. Ростислав Пламенов
2. Find Me (2019)

### Разкази
- Cat's Cradle (1997)
- Monsieur Kalashnikov (2007)
- Abingdon Square (2013)

### Документалистика
- Out of Egypt (1995) – мемоари, награда „Уайтинг“[1][2][3][4][5]
- Letters of Transit: Reflections on Exile, Identity, Language, and Loss (1999)
- False Papers: Essays on Exile and Memory (2000) – есета
- Entrez: Signs of France (2001) – със Стивън Ротфелд
- The Proust Project (editor) (2004)
- The light of New York (2007) – с Жан-Мишел Бертс
- Alibis: Essays on Elsewhere (2011) – есета
- Homo Irrealis: Essays (2021)

### Екранизации
- 2017 Призови ме с твоето име, Call Me by Your Name